# Josef Szombathy
Josef Szombathy (Viena, 11 de juny de 1853 - 9 de novembre de 1943), fou un arqueòleg austríac, que va descobrir el 1908 la Venus de Willendorf.
La Venus de Willendorf és una estàtua d'una figura femenina que té 11.1 cm d'alçada, descoberta al jaciment paleolític de Willendorf, una localitat de l'estat federat de Baixa Àustria, prop de la ciutat de Krems an der Donau. Està tallada en pedra calcària oolítica que no es troba a la zona, i tintada amb ocre vermell. La seva manufactura s'estima entre 24.000 i 22.000 anys abans de Crist.
Szombathy va realitzar les seves troballes al llarg de tot l'Imperi Austrohongarès, incloses Galítsia, Bukovina, Bohèmia, Moràvia, Carniola i Voivodina.